# Presidente in carica
Un/una presidente in carica è l'ambasciatore, ministro degli esteri, o altro funzionario espresso dallo stato membro che detiene la presidenza di un'organizzazione internazionale. È la persona che effettivamente presiede la riunione dei rappresentanti degli Stati membri.

## Commonwealth delle nazioni
Il capo del governo della nazione ospitante di ogni riunione biennale dei capi di governo del Commonwealth (CHOGM) diventa il presidente in carica del Commonwealth delle nazioni fino alla riunione successiva. La sua principale responsabilità è quella di presiedere il CHOGM stesso, ma il ruolo può essere ricoperto nuovamente nei due anni successivi, se necessario.